# Contarinia lamiicola
Contarinia lamiicola är en tvåvingeart som beskrevs av Rubsaamen 1916. Contarinia lamiicola ingår i släktet Contarinia och familjen gallmyggor. Inga underarter finns listade i Catalogue of Life.